# Ruta Nacional 55 (Argentina)

Mapa del recorrido de la vieja Ruta Nacional 55.

La Ruta Nacional 55 era el nombre que tenían dos tramos de caminos separados en el Noroeste argentino en diferentes épocas. 
El 3 de septiembre de 1935 la Dirección Nacional de Vialidad difundió su primer esquema de rutas nacionales. Al camino entre San Salvador de Jujuy, pasando por San Pedro, Tartagal, hasta el límite con Bolivia le correspondió la designación Ruta Nacional 55. En 1951 se fundó la población de Profesor Salvador Mazza en terrenos aledaños a esta carretera junto al límite internacional.
En 1943 la Dirección Nacional de Vialidad decidió hacer un cambio parcial a la numeración de las rutas nacionales, por lo que el camino anterior cambió su denominación a Ruta Nacional 56 entre San Salvador de Jujuy y San Pedro, y Ruta Nacional 34 desde dicha localidad al límite con Bolivia. A su vez el tramo de la Ruta Nacional 9 entre El Tala, a 1 km del límite Tucumán - Salta, y Rosario de la Frontera cambió su nombre a Ruta Nacional 55.
En 1979 volvió a su denominación anterior al ceder el Gobierno Nacional la antigua traza de la Ruta 9 a la Provincia de Salta.
En la década de 1980 el Gobierno Nacional construyó la nueva traza de la Ruta 9 cinco km al sudeste, cediendo este camino a la Provincia de Salta, que le cambió la denominación a Ruta Provincial 25.

## Recorrido
El recorrido de la Ruta Nacional 55 era:

### Provincia de Salta
Recorrido: 48 km (kilómetro 0-48).
- Departamento de La Candelaria: El Tala (kilómetro 0).
- Departamento Rosario de la Frontera: Rosario de la Frontera (km 48).